# Carorita limnaea
Espèce
Synonymes
- Oedothorax limnaeus Crosby & Bishop, 1927

Carorita limnaea est une espèce d'araignées aranéomorphes de la famille des Linyphiidae.

## Distribution
Cette espèce se rencontre en zone holarctique.

## Publication originale
- Crosby & Bishop, 1927 : New species of Erigoneae and Theridiidae. Journal of the New York Entomological Society, vol. 35, no 2, p. 147-154.